# Euromil (Unternehmen)
Euromil ist ein Joint Venture, das 1994 von den beiden russischen Hubschrauberproduzenten Mil und Kasanski wertoljotni sawod, dem russischen Triebwerkhersteller Klimow sowie dem deutsch-französischen Unternehmen Eurocopter gegründet wurde, um den Hubschrauber Mil Mi-38 (damals Euromil Mi-38 genannt) serienreif zu entwickeln, zu bauen und zu vertreiben. Firmensitz ist Moskau.
Dabei war vorgesehen, dass Mil die Entwicklung und die Flugtests durchführen sollte. Eurocopter entwarf das Cockpit, unternahm die Anpassung der Avionik und war verantwortlich für die Kabinenausrüstung. Kasan war verantwortlich für die Herstellung der Kabine und der Rotoren sowie für die Endfertigung.
1996 stieg Klimow aus dem Projekt aus, die Anteile wurden in gleichen Teilen an die drei anderen Teilhaber verteilt. Da ausländische Unternehmen keinen Anteil von mehr als 25 % an russischen Luftfahrtunternehmen halten dürfen, bestand die russische Regierung 1998 darauf, dass Eurocopter seinen Anteil von 33 % wieder auf 25 % verringern und seine Vertreter aus dem Aufsichtsrat abziehen sollte. 2003 verkaufte Eurocopter alle seine Anteile an Mil und Kasan, blieb aber als Vertragspartner an der Entwicklung beteiligt, bis sie im Januar 2005 verkündeten, aus dem Entwicklungsprogramm auszusteigen, da sich rechtliche Fragen im Zusammenhang mit den Verfügungsrechten nicht hatten klären lassen.
Die ursprünglich für 2008 geplante Vorstellung der Serienversion des Mi-38 erfolgte 2019 durch Russian Helicopters, zu dem sowohl Mil als auch Kasan inzwischen gehörten.